# Harald H. Lund
 Der er flere personer med dette navn, se Harald Lund.
Harald Andreas Hartvig Lund (født 9. december 1902 i København, død 18. juli 1982 sammesteds) var en dansk forfatter, der især var kendt for sine viser og sange, fx "Elefantens vuggevise" (1948, melodi af Mogens Jermiin Nissen).
Han debuterede i 1922 med digtsamlingen Vejbred.